# L-古洛糖酸3-脱氢酶
L-古洛糖酸3-脱氢酶（EC 1.1.1.45 （页面存档备份，存于））是一种以NAD+或NADP+为受体、作用于供体CH-OH基团上的氧化还原酶。这种酶能催化以下酶促反应：
L-古洛糖酸 + NAD+ {\displaystyle \rightleftharpoons } 3-脱氢-L-古洛糖酸 + NADH + H+
L-古洛糖酸3-脱氢酶主要参与戊糖和葡萄糖醛酸之间的转化过程，也能氧化其他L-3-羟基酸。